# Escapulari

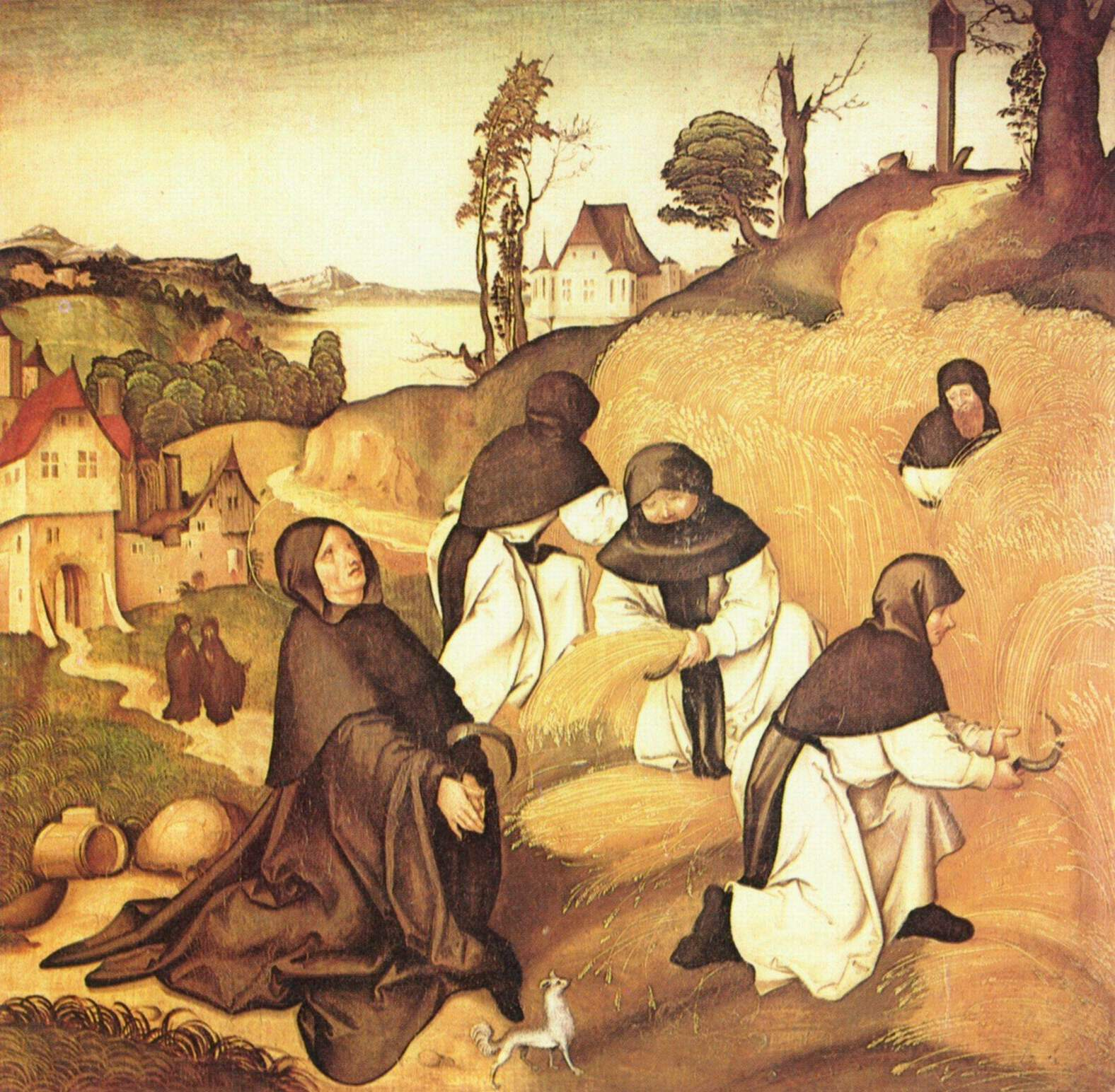
Monjos cistercencs amb un escapulari negre

L'escapulari (del llatí scapula, espatlla) és un vestit, portat en certs ordes religiosos (com els Cistercencs) cobrint les espatlles, l'esquena i el pit, incloent, per als homes, una caputxa. Era generalment un vestit de treball destinat a protegir la roba ordinària. Progressivament, s'ha modificat, quedant només la caputxa i dos faldons de teixit, al davant i darrere, caient fins als peus.
També és un senyal d'afiliació en certs ordes. Al llarg del temps, els escapularis han evolucionat sent de talla més curta, sota el vestit, i a vegades el seu sentit s'ha reemplaçat simplement per una medalla.
També, per a les religioses, portar-lo seria una protecció de la Verge Maria, assegurant a la persona de no morir en situació de pecat mortal i d'anar ràpidament al paradís. El que porta un escapulari es compromet a pregar regularment i tenir una devoció particular a la Verge. En general, és un sacerdot que el remet a la persona.